# Shiva Keshavan
Shiva Keshavan (* 25. August 1981 in Manali, Himachal Pradesh) ist ein indischer Rennrodler und Sportfunktionär. Er nahm sechsmal an Olympischen Winterspielen teil und ist als asiatischer Geschwindigkeitsrekordhalter der erfolgreichste Wintersportler Indiens. Der „schnellste Mann Indiens“ ist außerdem Gründer und Präsident des nationalen Rennrodelverbandes.

## Biografie

### Kindheit und Jugend
Shiva Keshavan kam 1981 als Sohn eines Keralesen und einer Italienerin in Vashisht, einem Stadtteil von Manali, zur Welt. Seine Eltern hatten sich in den späten 1970er Jahren als Rucksacktouristen in den Bergen des Himalaya kennengelernt. Als Kind erlernte er das Skifahren auf Holzskiern und nutzte gemeinsam mit seinem jüngeren Bruder die umliegenden Gebirgsstraßen auf selbstgebauten Schlitten zum Straßenrodeln. Die Familie betrieb zu jener Zeit ein Unternehmen für Abenteuersport.
1996 wurde der ehemalige Weltklasserodler Günther Lemmerer, von der FIL mit der Talentsuche beauftragt, in Keshavans Schule auf den Jungen aufmerksam. Der 15-jährige galt als talentierter Skifahrer, hegte jedoch keine Ambitionen auf eine professionelle Karriere, weshalb er den Österreicher in ein Trainingslager begleitete. Dort wurde unter anderem der Spielfilm Cool Runnings gezeigt, der Keshavan nach eigenen Angaben inspirierte. Lemmerer erkannte das Talent des Inders und ließ ihn 1997 in Igls sein erstes Rennen bestreiten. Obwohl er sich eine Fußverletzung zuzog, nährte die erste Fahrt die Hoffnung auf einen baldigen Olympiastart.

### Sportkarriere
Mit 16 Jahren qualifizierte er sich als jüngster Rodler der Geschichte für seine ersten Olympischen Winterspiele in Nagano, an denen er als einziger Inder teilnahm. Knapp 10 Sekunden Rückstand auf Olympiasieger Georg Hackl bedeuteten am Ende Rang 28. In den kommenden Jahren trat Keshavan zu zahlreichen internationalen Wettkämpfen an, war dabei im Gegensatz zur Konkurrenz aber immer auf ausgeliehene oder selbst konstruierte Schlitten angewiesen. Von Beginn an finanzierte er seine Laufbahn durch Crowdfunding. Nach einer weiteren Olympiateilnahme (Salt Lake City 2002) gewann er im Zuge der Rennrodel-Asienmeisterschaften 2005 mit Bronze seine erste von insgesamt zehn Medaillen. Dabei handelte es sich um die erste indische Wintersport-Medaille in einem internationalen Wettkampf. Nachdem er bei den Olympischen Spielen von Turin mit Rang 25 seine beste Platzierung bei einem Großereignis erreicht hatte, sah sich Keshavan aufgrund von Geldmangel gezwungen, zwei Winter zu pausieren.
2008 unterzeichnete er mit Coca-Cola erstmals einen Sponsorenvertrag. Nach zwei weiteren Olympiateilnahmen (Vancouver 2010 und Sotschi 2014) und Siegen bei den Asienmeisterschaften 2011 und 2012 konnte Keshavan mit dem US-Amerikaner Duncan Kennedy zum ersten Mal in seiner Karriere einen eigenen Trainer verpflichten. Die erste gemeinsame Saison 2014/15 brachte mit 42 Punkten und einem 43. Gesamtrang das beste Weltcup-Resultat seiner Karriere. Zudem realisierte er mit Rang 25 in Lake Placid sein bestes Einzelergebnis. Weil er im Januar 2016 abermals nicht die nötigen finanziellen Mittel aufbringen konnte, musste er seine Teilnahme an den Weltmeisterschaften am Königssee absagen. Im November 2017 qualifizierte er sich – erstmals in seiner Karriere mit einem eigenen, von Trainer Kennedy gebauten Schlitten namens „Red Demon“ – erneut für Olympische Winterspiele. Nach seiner sechsten und letzten Teilnahme in Pyeongchang 2018 ist er nach Leander Paes der zweiterfahrenste Olympiateilnehmer seines Heimatlandes.
Shiva Keshavan hält mit 134,4 km/h den asiatischen Geschwindigkeitsrekord im Rennrodeln, was ihm Beinamen wie „The Fastest Man in India“ oder „India’s Fastest Man on Ice“ einbrachte.

### Sonstiges
Neben seiner aktiven Laufbahn als Sportler ist Keshavan Präsident des indischen Rennrodelverbandes und beschäftigt sich in seiner Heimat mit der Suche nach talentierten Nachwuchsrodlern. Mehrfach kritisierte er die Indian Olympic Association (IOA) und die indische Regierung dafür, nur wenig Interesse an der finanziellen Unterstützung ihrer Sportler zu zeigen, und beklagte insbesondere die „Wintersport-Apathie“ seines Landes. 2018 erhielt er immerhin 1,5 Millionen Rupien vom indischen Sportministerium für die Reise nach Südkorea.

“We have the natural resources, we’re not a poor country, we have a big enough talent pool and there’s a lot of passion as well but something is missing (…) We don’t have the culture or the tradition of winter sports so I think I can fill in that role a little bit.”

„Wir haben die natürlichen Ressourcen, wir sind kein armes Land, wir haben einen großen Pool an Talenten und es gibt eine Menge Leidenschaft, aber etwas fehlt (…) Wir haben keine Kultur oder Tradition für den Wintersport, also denke ich, die Rolle ein bisschen ausfüllen zu können.“

Im Vorfeld der Olympischen Spiele 2002 in Salt Lake City versuchte der italienische Verband, den Inder anzuwerben. Neben allen sportlichen Vorzügen bot man ihm einen Job als Polizist sowie die italienische Staatsbürgerschaft an. Keshavan zog einen Wechsel nicht in Betracht, war es doch sein Traum, Olympia mit seiner Heimat in Verbindung zu bringen. Nachdem die IOA zuvor in einen Korruptionsskandal verwickelt war, musste der Rodler bei den Olympischen Spielen 2014 in Sotschi unter neutraler Flagge teilnehmen. Bei seinem sechsten und letzten Antreten im Zeichen der fünf Ringe trat er in Pyeongchang bereits zum fünften Mal als Fahnenträger in Erscheinung.

### Persönliches
Keshavan ist verheiratet und lebt mit seiner Frau Namita und einer gemeinsamen Tochter (* 2015) in seinem Geburtsort. Er studierte Internationale Beziehungen an der Universität Florenz und spricht fließend Englisch, Hindi und Italienisch. Zu Trainingszwecken setzt er auf die Kampfsportart Kalarippayat sowie Yoga und Meditation zur mentalen Vorbereitung. Als eines seiner Vorbilder nennt er die italienische Skilegende Alberto Tomba. Im Sommerhalbjahr arbeitet er im italienischen Restaurant seiner Eltern als Pizzabäcker und Kellner.

## Erfolge

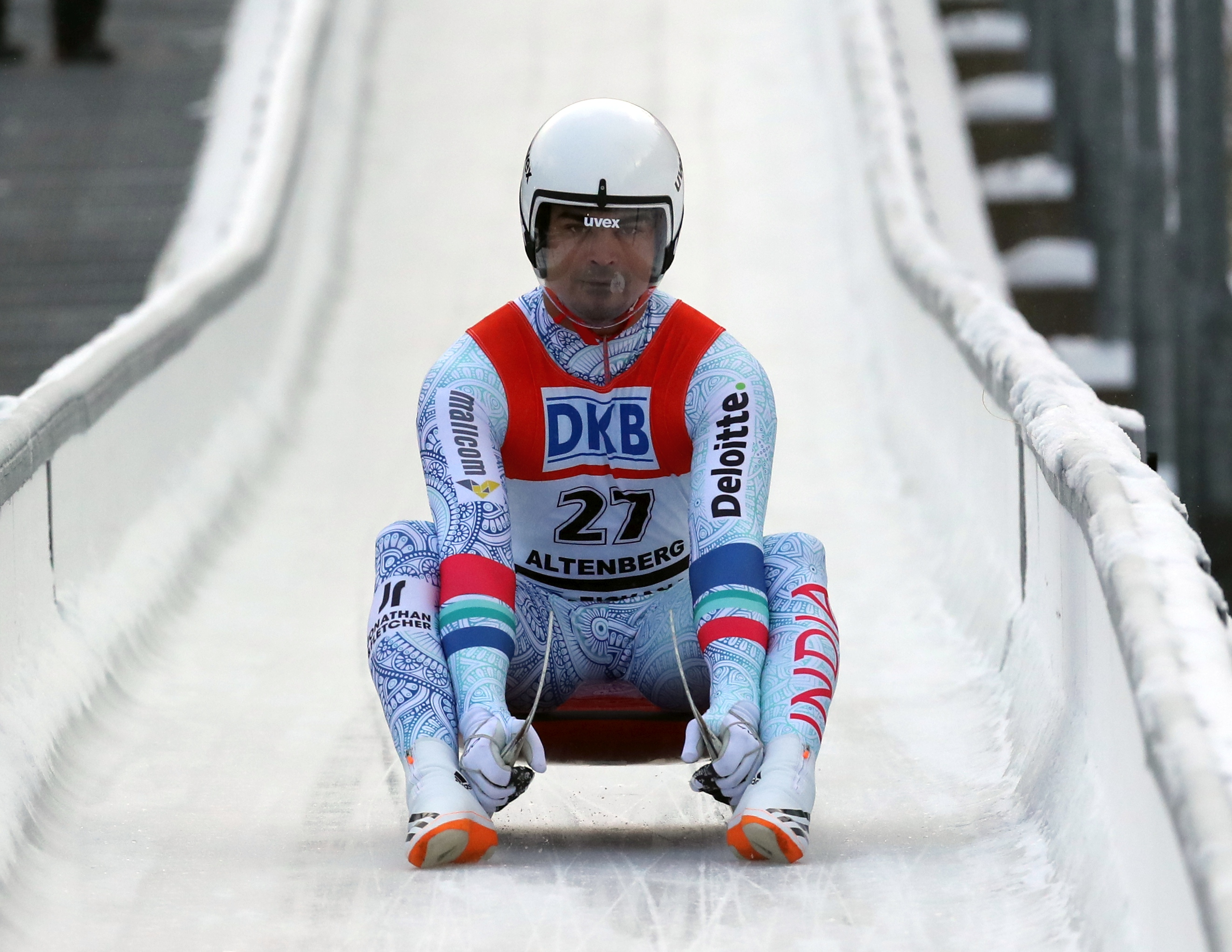
Beim Weltcup in Altenberg, zugleich Asienmeisterschaften (2017)

### Olympische Spiele
- Nagano 1998: 28. Einsitzer
- Salt Lake City 2002: 33. Einsitzer
- Turin 2006: 25. Einsitzer
- Vancouver 2010: 29. Einsitzer
- Sotschi 2014: 37. Einsitzer
- Pyeongchang 2018: 34. Einsitzer

### Gesamtweltcup
| Saison  | Platz | Punkte |
| ------- | ----- | ------ |
| 2009/10 | 051.  | 09     |
| 2012/13 | 050.  | 0?     |
| 2013/14 | 055.  | 07     |
| 2014/15 | 043.  | 042    |
| 2015/16 | 049.  | 014    |
| 2016/17 | 049.  | 011    |
| 2017/18 | 053.  | 010    |

### Asienmeisterschaften
- Nagano 2005:  im Einsitzer
- Nagano 2008:  im Einsitzer
- Nagano 2009:  im Einsitzer
- Nagano 2011:  im Einsitzer
- Nagano 2012:  im Einsitzer
- Nagano 2013:  im Einsitzer
- Nagano 2014:  im Einsitzer
- Nagano 2015:  im Einsitzer
- Nagano 2016:  im Einsitzer
- Altenberg 2017:  im Einsitzer